# Соколов-Ремизов, Сергей Николаевич
Сергей Николаевич Соколов-Ремизов (19 ноября 1931, Москва — 25 июня 2023, Ильинский) — советский и российский востоковед, искусствовед, специалист по искусству Китая и Японии, доктор искусствоведения (1995).

## Биография
Родился в Москве. Дед по матери, Сергей Михайлович Ремизов (1875—1921), был старшим братом известного писателя Алексея Михайловича Ремизова.
В 1954 году закончил Московский институт востоковедения (МИВ).
С 1957 по 1961 годы работал научным сотрудником Государственного музея Восточных культур (ныне — Государственный музей искусства народов Востока). В 1961 году перешёл в Государственный институт искусствознания, где в 1973 году защитил кандидатскую диссертацию: «К проблеме изучения классического наследия дальневосточной живописи — направление „вэньжэньхуа“» (научный руководитель — Н. И. Конрад), а в 1995 году докторскую диссертацию «От Средневековья к Новому времени. Из истории и теории живописи Китая и Японии 17-19 вв.» (издана книгой в том же году). Сферу научных интересов Соколова-Ремизова составляли искусство Китая и Японии, письменное искусство Востока, взаимодействие восточных культур.
Соколов-Ремизов проработал в ГИИ до 2023 года и являлся одним из старейших его сотрудников. В 2017 году его 85-летию был посвящен номер журнала «Художественная культура», а в 2021 году к 90-летию опубликован сборник статей «Поиск созвучий» (под ред. Е. И. Кононенко).

Принимал участие в написании шестого тома «Искусство» фундаментальной академической энциклопедии «Духовная культура Китая».
Жена С. Н. Соколова-Ремизова — Т. Л. Соколова-Делюсина, переводчица с японского языка.

## Научные труды

##### Монографии
- Литература. Каллиграфия. Живопись. К проблеме синтеза искусств в художественной культуре Дальнего Востока. М.: Наука, 1985.
- От средневековья к новому времени: Из истории и теории живописи Китая и Японии конца XVII-нач. XX в. М.: Гос. ин-т искусствознания, 1995.
- Восемь янчжоуских чудаков: из истории китайской живописи XVIII века. М.: Гос. ин-т искусствознания, 2000.
- Между Прошлым и Будущим. Живопись и каллиграфия Китая и Японии. М.: УРСС, 2004.
- Гармония мироздания. Японский художник Томиока Тэссай. М.: Прогресс-Традиция, 2005.

##### Научные статьи
- Эстетические основы и художественные принципы живописи «хайга» // Искусство Японии. М.: Наука, 1965.
- К вопросу о декоративности японской национальной живописи // Художественный образ и декоративность в искусстве стран Азии и Африки. — М.: Наука, 1969.
- У Чан-ши (1844—1927). Высказывания. Предисловие, перевод и примечания С. Н. Соколова // Мастера искусства об искусстве. Том V, кн. 2. М.: Искусство, 1969. С. 485—492.
- Хуан Бин-хун (1863—1955). Высказывания. Предисловие, перевод и примечания С. Н. Соколова // Мастера искусства об искусстве. Том V, кн. 2. М.: Искусство, 1969. С. 493—504.
- Ци Бай-ши (1864—1957). Высказывания. Предисловие, перевод и примечания С. Н. Соколова // Мастера искусства об искусстве. Том V, кн. 2. М.: Искусство, 1969. С. 505—515.
- К вопросу о структуре и функции канона в классической живописи Дальнего Востока // Проблема канона в древнем и средневековом искусстве Азии и Африки. М., 1973. С. 36-48.
- Пейзаж Ни Цзаня. Сокровища искусства стран Азии и Африки. Выпуск 1. М.: Изобразительное искусство, 1975. С. 114—127.
- Томиока Тэссай // Гобустан. 1975. № 3-4.
- Три картины Тэссая // Сокровища искусства стран Азии и Африки. Выпуск 2. М.: Изобразительное искусство, 1976. С. 113—130.
- Хуан Гун-ван и его картина «В горах Фучуньшань». Сокровища искусства стран Азии и Африки. Выпуск 3. М.: Изобразительное искусство, 1979. С. 65-85.
- «Интерпретация классиков» («фангу») как художественный метод в китайской классической живописи // Проблема человека в традиционных китайских учениях. М.: Наука, 1983. С. 130—139.
- Соколов-Ремизов С. Н. Человек и природа в классической художественной традиции Японии и Китая // Художественное творчество. Человек. Природа. Искусство. М.: Наука, 1986. С. 35-47.
- «Куанцао» — «дикая скоропись» Чжан Сюя // Сад одного цветка. Статьи и эссе. М.: «Наука» Главная редакция восточной литературы, 1991. С. 167—196.
- Художественный синтез — термин, понятие, явление // Синтез в искусстве стран Азии. М.: Наука, 1993.
- Китайская каллиграфия как модель пластического идеала // Общество и государство в Китае: Тез. Докл. XXVI науч. конф. М.: Наука, 1995. С. 281—299.
- Чжихуа — живопись пальцем. Категории ци (удивительное) и цяо (искусное) рядом с понятиями синь (сердце, душа), фа (канон) и си (игра) в китайской культурной традиции. Общество и государство в Китае. Том XXVII. 1996. С. 217—228.
- Китайская каллиграфия как выражение универсального через национально-своеобразное // Искусство Востока: Проблемы эстетического своеобразия: Сб. ст./РАН, ГИИ МК РФ; отв. ред. И. Р. Еолян. СПб.: Изд-во «Дмитрий Буланин», 1997. С. 97-128.
- Между прошлым и будущим. Живопись и каллиграфия Китая и Японии на рубеже веков // Общество и государство в Китае: Тез. докл. XXVIII науч. конф. М., 1998. С. 430—435.
- Чжихуа — живопись пальцем — как отражение ряда специфических черт китайского менталитета // Искусство Востока. Художественная форма и традиция: сб. статей. СПб.: 2004. C. 237—271.
- Ключевая роль темы «сы цзюньцзы» — «четыре совершенных» — в структуре китайской духовной культуры // Искусство Востока. Художественная форма и традиция : сб. ст. — СПб.: 2004. С. 97-109.
- Специфическое через универсальное. Китайская резная каллиграфия на печатях // Сравнительное изучение традиций. отв. ред. и сост. Т. Е. Морозова. М.: Издательство ЛКИ, 2008. С. 234—254.
- Музыка кистью. На путях восприятия китайской каллиграфии // Сравнительное изучение традиций. отв. ред. и сост. Т. Е. Морозова. М.: Издательство ЛКИ, 2008. — С. 255—270.
- Ещё раз о коммуникативной миссии китайской каллиграфии // Искусство как сфера культурно-исторической памяти: сб. ст. / Рос. гос. гуманитар. ун-т; [отв. ред. Л. Ю. Лиманская; худож. М. К. Гуров]. М.: РГГУ, 2008. С. 227—248.
- Мой Рёкан // Россия — Япония: На путях взаимопонимания культур. М.: Издательство ЛКИ, 2009. C. 137—155.
- Размышления о сакральном в приложении к творческому процессу создания и восприятия художественного произведения на примере китайской резной каллиграфии на печатях // Искусство Востока. Вып. 4: Сохранность и сакральность. М.: Государственный институт искусствознания, 2012. С. 189—220.
- Феномен имитации в китайской традиционной живописи и каллиграфии: ориентиры экспертной оценки // Оригинал и повторение. Подлинник, реплика, имитация в искусстве Востока. Сборник статей / Ред.-сост П. А. Куценков, М. А. Чегодаев. М.: Государственный институт искусствознания, 2014. С. 161—176.
- Китайская культура и язык как посредник между Китаем, Россией и Японией. Общество и государство в Китае. Том XLV.2 2015. С. 433—434.
- О природе и перспективности китайской «современной» каллиграфии (сяньдай шуфа) в контексте многовековых традиций: тезисы доклада // Общество и государство в Китае. — 2017. — Т. 47. — № 2. — С. 593—597.
- Пятая драгоценность кабинета философа. Художественная культура, 2017. № 3.
- «Монохромный бамбук» как образ «совершенного человека». Культура Востока. Выпуск 3: «Визитные карточки» восточных культур /Ред.-сост. Е. И. Кононенко. — М.: ГИИ, 2018. С. 118—142.
- Соколов-Ремизов С. Н. Небесное — Земное…Земное — Небесное. Образный мир поэзии языком каллиграфии и живописи. Культура Востока. Выпуск 4: Границы сакральных пространств / Отв. ред.-сост. Т. Е. Морозова — М.: Государственный институт искусствознания, 2019. С. 198—215.